# Guillaume-François Debure
Guillaume-François Debure (auch: de Bure; * 23. Februar 1732 in Paris; † 15. Juli 1782 ebenda) war ein französischer Buchhändler und Bibliograph.

## Leben
Guillaume-François Debure besaß in Paris eine Buchhandlung. Bereits sein Großvater und sein Vater waren Buchhändler gewesen. Er gab zuerst unter dem (ein Anagramm darstellenden) Pseudonym Rebude ein Museum typographicum, seu collectio, in qua omnes fere libri rarissimi notatuque dignissimi accurate recensentur (Paris 1755) heraus, ein jugendlicher Versuch auf 43 Seiten, von dem nur 12 Exemplare gedruckt wurden. Nach langer Vorbereitung erschien sein systematisch geordnetes und bequem für Recherchezwecke eingerichtetes Hauptwerk Bibliographie instructive, ou traité de la connoissance des livres rares et singuliers (7 Bde., Paris 1763–68). Damit ist zu verbinden Supplément à la bibliographie instructive, ou catalogue des livres du cabinet de feu M. Louis-Jean Gaignat (2 Bde., 1769) und die von Jean-François Née de La Rochelle bearbeitete Bibliographie instructive, tome 10, contenant une table destinée à faciliter la recherche des livres anonymes qui ont été annoncés par M. Debure …  (1782). Debure hat durch dieses Werk zur Verbreitung bibliographischer Kenntnisse in Frankreich sehr viel beigetragen, und weder die Kritiken von  Barthélemy Mercier de Saint-Léger (im Journal de Trévoux, Paris 1763) noch jene des Abbé Rive konnten sein Verdienst schmälern. Ferner gab Debure Kataloge ansehnlicher Bibliotheken heraus, u. a. von jener von Paul Girardot de Préfond (Catalogue des livres du cabinet de M. G… D… P…, 1757) sowie von jener des Herzogs von La Vallière (Catalogue des livres provenans de la bibliothèque de M. L. D. D. L. V., 2 Bde., 1767). Von 1768 bis 1770 war er Mitherausgeber der Wochenschrift Lettres sur la méthode de s’enrichir promptement.